# Remus Borza
Remus-Adrian Borza (n. 12 ianuarie 1973, Baia Mare, România) este un fost deputat român, în legislatura 2016-2020.